# Rockcastle County
Rockcastle County ist ein County im Bundesstaat Kentucky der Vereinigten Staaten. Das U.S. Census Bureau hat bei der Volkszählung 2020 eine Einwohnerzahl von 16.037 ermittelt.
Der Verwaltungssitz (County Seat) ist Mount Vernon. Das County gehört zu den Dry Countys, was bedeutet, dass der Verkauf von Alkohol eingeschränkt oder verboten ist.

## Geographie
Das County liegt im mittleren Osten von Kentucky, ist im Süden etwa 80 km von dem Bundesstaat Tennessee entfernt und hat eine Fläche von 824 Quadratkilometern, wovon ein Quadratkilometer Wasserfläche ist. Es grenzt im Uhrzeigersinn an folgende Countys: Garrard County, Madison County, Jackson County, Laurel County, Pulaski County und Lincoln County.

## Geschichte
Rockcastle County wurde am 8. Januar 1810 aus Teilen des Knox County, Lincoln County, Madison County und Pulaski County gebildet. Benannt wurde es nach dem Rockcastle River.
Vier Bauwerke und Stätten des Countys sind im National Register of Historic Places eingetragen (Stand 20. Oktober 2017).

## Demografische Daten

Alterspyramide des Rockcastle Countys (Stand: 2000)

Nach der Volkszählung im Jahr 2000 lebten im Rockcastle County 16.582 Menschen in 6.544 Haushalten und 4.764 Familien. Die Bevölkerungsdichte betrug 20 Einwohner pro Quadratkilometer. Ethnisch betrachtet setzte sich die Bevölkerung zusammen aus 98,81 Prozent Weißen, 0,14 Prozent Afroamerikanern, 0,24 Prozent amerikanischen Ureinwohnern, 0,13 Prozent Asiaten, 0,01 Prozent Bewohnern aus dem pazifischen Inselraum und 0,04 Prozent aus anderen ethnischen Gruppen; 0,63 Prozent stammten von zwei oder mehr Ethnien ab. 0,62 Prozent der Bevölkerung waren spanischer oder lateinamerikanischer Abstammung.
Von den 6.544 Haushalten hatten 33,6 Prozent Kinder und Jugendliche unter 18 Jahre, die bei ihnen lebten. 57,9 Prozent waren verheiratete, zusammenlebende Paare, 11,4 Prozent waren allein erziehende Mütter, 27,2 Prozent waren keine Familien, 24,4 Prozent waren Singlehaushalte und in 10,7 Prozent lebten Menschen im Alter von 65 Jahren oder darüber. Die Durchschnittshaushaltsgröße betrug 2,49 und die durchschnittliche Familiengröße lag bei 2,95 Personen.
Auf das gesamte County bezogen setzte sich die Bevölkerung zusammen aus 24,4 Prozent Einwohnern unter 18 Jahren, 8,8 Prozent zwischen 18 und 24 Jahren, 30,0 Prozent zwischen 25 und 44 Jahren, 23,6 Prozent zwischen 45 und 64 Jahren und 13,2 Prozent waren 65 Jahre alt oder darüber. Das Durchschnittsalter betrug 36 Jahre. Auf 100 weibliche Personen kamen 97,9 männliche Personen. Auf 100 Frauen im Alter von 18 Jahren alt oder darüber kamen statistisch 94,6 Männer.
Das jährliche Durchschnittseinkommen eines Haushalts betrug 23.475 USD, das Durchschnittseinkommen der Familien betrug 30.278 USD. Männer hatten ein Durchschnittseinkommen von 26.770 USD, Frauen 18.388 USD. Das Prokopfeinkommen betrug 12.337 USD. 19,1 Prozent der Familien und 23,1 Prozent der Bevölkerung lebten unterhalb der Armutsgrenze. Davon waren 28,3 Prozent Kinder oder Jugendliche unter 18 Jahre und 21,6 Prozent waren Menschen über 65 Jahre.

## Orte im County
- Bee Lick
- Billows
- Bloss
- Boone
- Brodhead
- Burr
- Climax
- Conway
- Cooksburg
- Disputanta
- Flat Rock
- Goochland
- Gum Sulphur
- Hansford
- Hummel
- Johnetta
- Lamero
- Level Green
- Livingston
- Luner
- Maretburg
- Mount Vernon
- Mullins
- Orlando
- Ottawa
- Pine Hill
- Pongo
- Quail
- Renfro Valley
- Roundstone
- Sand Springs
- Sinks
- Spiro
- Wabd
- Wellhope
- Wildie
- Willailla